# 꼬꼬 (프로게이머)
꼬꼬(본명: 고수진, 1990년 3월 15일 ~ )은 대한민국의 전직 리그 오브 레전드 프로게이머이다. 현재는 게임 해설가로 활동하고 있다. 선수 시절 포지션은 AD 캐리이며 아이디는 GGoGGO였다.

## 선수 시절
꼬꼬는 2013년 6월, MiG 블리츠에서 프로 커리어를 시작했다.
2014년 3월, 인벤져스에 입단했다. 2014년 5월, 팀에서 퇴단했다.

## 해설가 전향
은퇴 후 2016년까지 리그 오브 레전드 프로리그의 한국어 해설위원으로 활동했다.
2017년부터 리그 오브 레전드 챌린저스 코리아 해설위원으로 합류했다. 2018년에는 PUBG 서바이벌 시리즈 2018 시즌 1의 해설가로 활동하기도 했다.
2021년 1월, LCK 챌린저스 리그의 해설위원으로 합류했다.
2023시즌을 앞두고 LCK의 중계진으로 합류했다.

## 소속팀
| # | 팀명       | 소속 기간             | 소속 리그 | 비고 |
| - | ---------- | --------------------- | --------- | ---- |
| 1 | MiG 블리츠 | 2013.06.03~2013.09.11 | LCK       |      |
| 2 | 인벤져스   | 2014.03.03~2014.05.30 | LCK       |      |